# Supergirlnek való feladat

## Cselekmény
Miután Cat elbeszélgetett Supergirlel, cikket ír róla, így a világ számára is kiderül, hogy National City hőse Superman unokatestvére. A CatCo-nál Winn készít egy titkos szobát, hogy onnan üldözhessék a bűnt. Az első ilyen alkalommal, amikor Kara megment egy karambol után a buszába beragadt sofőrt, megjelenik Reaktron, aki egy ember. Reaktront igazából Bill Krullnak hívják, és Supermant hibáztatja felesége haláláért, aki sugárzásban halt meg. Sokáig harcolnak, de Reaktron elmenekül, később pedig elrabolja Maxwell Lordot, mert azt akarja, hogy javítsa meg a különleges ruháját. Amint Kara értesül az esetről, rögtön odarepül, hogy megmentse azt, akit kell. Supergirl nem bír Reaktronnal, aki már majdnem végzett vele. Hirtelen valaki odaáll Kara elé, aki órákkal később, a lakásában ébred. Megkérdezi Alextől, ki volt az, mire azt feleli, hogy Superman mentette meg. Kara kiborul, és az csak tetézi, hogy Maxwell Lord is ezt állítja. Utána kiderül, hogy James hívta őt, és ezért mérges lesz rá, és elküldi. Hirtelen eszébe jut, hogy Cat partiján kellene lennie, amit a Supergirlös cikke apropóján rendezett. Amikor odaér, szokásához híven Cat rögtön szívatni kezdi, hogy miért késett. Aztán Winnel táncolni kezd, amikor megérkezik James, akivel szintén táncolnak. Ekkor megjelenik Reaktron, és Karán az ünnepi ruhája helyett már a szuperhősköpenye van, majd harmadszor is harcolni kezdenek, ezúttal Hank és Alex látják el hasznos tanácsokkal, amik segítségével legyőzi Reaktront, akit még Superman sem tudott.

## Szereplők
| Karakter               | Színész           | Magyar hang        |
| ---------------------- | ----------------- | ------------------ |
| Kara Danvers/Supergirl | Melissa Benoist   | Gáspár Kata        |
| James Olsen            | Mehcad Brooks     | Nagy Dániel Viktor |
| Alex Danvers           | Chyler Leigh      | Varga Gabriella    |
| Winn Schott            | Jeremy Jordan     | Molnár Áron        |
| Hank Henshaw           | David Harewood    | Háda János         |
| Cat Grant              | Calista Flockhart | Kisfalvi Krisztina |
| Maxwell Lord           | Peter Facinelli   | Stohl András       |
| Lucy Lane              | Jenna Dewan Tatum | Tornyi Ildikó      |
| Ben Krull/Reaktron     | Chris Browning    | Törköly Levente    |